# Veronika Wallinger
Veronika Wallinger (Sankt Koloman, 30 de julio de 1966) es una deportista austríaca que compitió en esquí alpino.
Participó en tres Juegos Olímpicos de Invierno, entre los años 1984 y 1994, obteniendo una medalla de bronce en Albertville 1992, en la prueba de descenso. 
En 1992 recibió la Condecoración de Honor de la Orden al Mérito de la República de Austria.

## Palmarés internacional
| Juegos Olímpicos | Juegos Olímpicos      | Juegos Olímpicos  | Juegos Olímpicos |
| Año              | Lugar                 | Medalla           | Prueba           |
| ---------------- | --------------------- | ----------------- | ---------------- |
| 1992             | Albertville (Francia) | Medalla de bronce | Descenso         |